# Chmeľovec
Chmeľovec (węg. Tapolykomlós) – wieś (obec) na Słowacji położona w kraju preszowskim, w powiecie Preszów. Pierwsza pisemna wzmianka o miejscowości pochodzi z roku 1251.